# Kerascoët
Kerascoët est le nom d'artiste, créé en 2000, d'un couple de dessinateurs d'illustration, auteurs de bande dessinée et animateurs français, composé de Marie Pommepuy, née en 1978 à Brest et Sébastien Cosset, né en 1975 à Paris.

## Biographie
Le nom de ce couple d'auteurs vient du village de Kerascoët en Bretagne où a grandi Marie Pommepuy.
Ils se rencontrent à la fin de leurs études à l’École Olivier-de-Serres à Paris. Marie Pommepuy a suivi le cursus de dessin médical de l'école Estienne à Paris, tandis que Sébastien Cosset s'est lancé plus tôt dans la bande dessinée.  
Leurs premiers travaux en commun ont lieu à l'occasion d'un concours organisé par la collection BD Jazz en 2003 : ils choisissent de représenter Anita O'Day. Ils participent à la série de dessin animé Petit Vampire, adaptation de la bande dessinée du même nom de Joann Sfar. Ils percent dans le métier avec leurs travaux sur la série Donjon Crépuscule avant de collaborer avec Hubert (scénario), pour qui il dessinent Miss Pas Touche entre 2006 et 2009 ; l'œuvre remporte un succès critique et public et ses ventes représentent, en 2017, 30 000 exemplaires.Avec le même auteur, ils réalisent Beauté, qui compte trois volumes publiés entre 2011 et 2013. Le premier album fait partie de la sélection officielle du festival d'Angoulême en 2012. Entretemps, ils créent avec Fabien Vehlmann le volume Jolies Ténèbres (2009), qui remporte le prix Diagonale en 2009. Ils reprennent une collaboration avec ce même auteur pour Voyage en Satanie (2011). À partir de 2014, tous deux dessinent une série jeunesse, Les Tchouks, sur un scénario de Benjamin Richard.

## Publications
- Anita O'Day, Éditions Nocturne (coll. BD Jazz), 2001.  (ISBN 2-84907-011-4)
- Donjon Crépuscule, scénario Lewis Trondheim et Joann Sfar, Delcourt :
  - Tome 104 : Le Dojo du Lagon, 2005.
  - Tome 105 : Les Nouveaux Centurions, 2005.
- Miss Pas Touche, scénario Hubert, Dargaud (coll. « Poisson Pilote ») :
  - Tome 1 : La Vierge du bordel, 2006.
  - Tome 2 : Du sang sur les mains, 2007.
  - Tome 3 : Le prince charmant, 2008.
  - Tome 4 : Jusqu'à ce que la mort nous sépare, 2009.
- Jolies Ténèbres, scénario Marie Pommepuy et Fabien Vehlmann, Dupuis, 2009.
- Cœur de glace, scénario de Marie Pommepuy, dessins de Patrick Pion, Dargaud coll. « Long Courrier », 2011.
- Beauté, scénario Hubert, Dupuis : 
  - Tome 1 : Désirs exaucés, 2011.
  - Tome 2 : La Reine indécise, 2012.
  - Tome 3 : Simples mortels, 2013.
- Voyage en Satanie, T.1, scénario  Fabien Vehlmann, Dargaud, 2011.
- Les Tchouks, scénario de Benjamin Richard (depuis 2014, Rue de Sèvres).
  - Tome 1 : On a fait une cabane, mai 2014.
  - Tome 2 : On a vu la mer !, mai 2014.
- Paper dolls, livre d'illustrations,  Éditions Soleil, 2014  (ISBN 978-2-302-04276-6) (BNF 44223761)
- L’extraordinaire abécédaire de Zoé Marmelade (dessin et couleur), avec Guillaume Bianco  (scénario), Soleil Productions (2019)[7]
- De cape et de mots, adaptation du roman de Flore Vesco, Dargaud, octobre 2022 - Sélection jeunesse du Festival d'Angoulême 2023
- Foudroyants, scénario de Mathieu Burniat, éd. Dargaud (coll. Charivari)
  - Tome 1 : L'Armée de Neptune, 2025

### Albums publiés par Sébastien Cosset avant Kerascoët
- Res Punica t. 1 : Baal (dessin), avec Jean-Marc Cosset (scénario), Glénat, coll. « Grafica », 2001  (ISBN 2-7234-3278-5)[8].
- Rogon le Leu, t. 5 : Le Temps des bâtards - Première partie (dessin), avec Didier Convard (scénario), Delcourt, coll. « Terres de Légendes », 2003  (ISBN 2-84055-864-5).

## Récompenses
- 2009 : prix Diagonale du meilleur album, avec Fabien Vehlmann, pour Jolies Ténèbres[5].
- 2015 : Firecracker Alternative Book Award du meilleur roman graphique pour l'édition américaine de Beauté (Beauty, NBM Publishing)[9].